# Halbkanton
Halbkantone (französisch demi-canton, italienisch semicantone, rätoromanisch mez chantun) ist die heute nicht mehr offizielle, aber weiterhin übliche Bezeichnung für jene sechs Schweizer Kantone, welche aus einer Kantonsteilung hervorgegangen sind und deshalb nur mit einem Sitz im Ständerat vertreten sind (die anderen Kantone haben je zwei Sitze) und bei der Berechnung des Ständemehrs nur eine halbe Standesstimme besitzen.
Diese sechs Kantone sind:
- Obwalden (OW) und Nidwalden (NW), gemeinsamer Name Unterwalden;
- Appenzell Ausserrhoden (AR) und Appenzell Innerrhoden (AI), getrennt seit 1597;
- Basel-Stadt (BS) und Basel-Landschaft (BL), getrennt seit 1833.

Der Begriff Halbkanton erschien nie in der Bundesverfassung, wo die drei Kantone von 1848 bis 1998 genannt wurden als: «Unterwalden (ob und nid dem Wald)», «Appenzell (beider Rhoden)» und «Basel (Stadt und Landschaft)». Der Begriff Halbkanton wurde dennoch auch von offizieller Seite verwendet.
In der Historiographie des 19. Jahrhunderts wurde für die Zeit der Alten Eidgenossenschaft (bis 1798) auch der Ausdruck Halbstand verwendet.
Seit der Totalrevision der Bundesverfassung von 1999 werden die ehemaligen Halbkantone als Kantone bezeichnet. Von offizieller Seite wird seither der Begriff «Halbkanton» nicht mehr verwendet. Art. 142 Abs. 4 der  Bundesverfassung (BV) weist den betroffenen sechs Kantonen «je eine halbe Standesstimme» zu. Die neue offizielle Zählweise, wie sie auch aus Art. 1 BV hervorgeht, betrachtet diese Kantone somit als «ganz» (mit dem einzigen Unterschied der geteilten Standesstimme), womit die Schweiz nunmehr aus 26 (und nicht mehr aus 23) Kantonen besteht. Am eigentlichen Status dieser Kantone hat sich aber nichts geändert. Abgesehen von der kleineren Vertretung im Ständerat und der halben Standesstimme besitzt jeder «Halbkanton» seit 1848 die gleiche Stellung wie ein «Vollkanton».
Unterwalden
Unterwalden gilt als seit dem späten Mittelalter in Ob- und Nidwalden unterteilt.
Noch 1309 bestätigte König Heinrich VII. die Reichsfreiheit Unterwaldens als eines Ganzen.
Im 14. und 15. Jahrhundert entstanden dann in Obwalden und Nidwalden eigenständige Talgemeinden. In den eidgenössischen Bündnissen zählte Unterwalden jedoch weiter als Teil der Waldstätte mit nur einer Stimme.
Appenzell
Im Zuge der Reformation teilte sich 1597 der Kanton Appenzell in ein katholisches Innerrhoden und ein reformiertes Ausserrhoden (Landteilung).
Basel
Im Kanton Basel führte 1833 ein Konflikt zwischen der politisch dominanten Stadt und der bevormundeten Landschaft zur Aufspaltung (Basler Kantonstrennung).

Kantonswappen von Unterwalden (ob und nid dem Wald) bis 1998
Altes Wappen von Unterwalden (gelegentliche Verwendung im 17. und 18. Jahrhundert)
Wappen des historischen Kantons Appenzell und auch des heutigen Kantons Appenzell Innerrhoden.
Wappen des Kantons Appenzell (beider Rhoden), so verwendet im offiziellen Siegel der Eidgenossenschaft von 1948 (fand aber ausserhalb desselben kaum Verwendung)
Kantonswappen des Kantons Basel (Stadt und Landschaft) bis 1998

## Andere Kantonsteilungen
In Glarus und Schwyz kam es historisch auch zu Kantonsteilungen, die jedoch nie auf Bundesebene anerkannt wurden.
Die Abspaltung des Kantons Jura 1979 dagegen wurde auf Bundesebene gutgeheissen und der neue Kanton wurde zu einem separaten Kanton mit voller Standesstimme erhoben.
Der Kanton Glarus hatte sich im Laufe der Reformation zu einem Kanton mit katholischer Minderheit entwickelt. Seit 1623 hielten beide Konfessionen ihre je eigene Landsgemeinde ab, zusätzlich zur allgemeinen Landsgemeinde. Diese konfessionellen Landsgemeinden («Protestantisch-Glarus» und «Katholisch-Glarus») übernahmen zwar viele der öffentlichen Aufgaben (bis hin zur Bestellung von Landvögten gemeiner Herrschaften), zur Ausbildung eines eigenen eidgenössischen Standes oder Halbstandes kam es im Gegensatz zu Appenzell jedoch nicht: Glarus wurde nicht in zwei Halbkantone geteilt und wahrte seine Einheit als eidgenössischer Stand und Kanton.
In den 1830er Jahren war der Kanton Schwyz vorübergehend in zwei Halbkantone unterteilt, nämlich in Inner- und Ausserschwyz.